# Noriyuki Iwadare

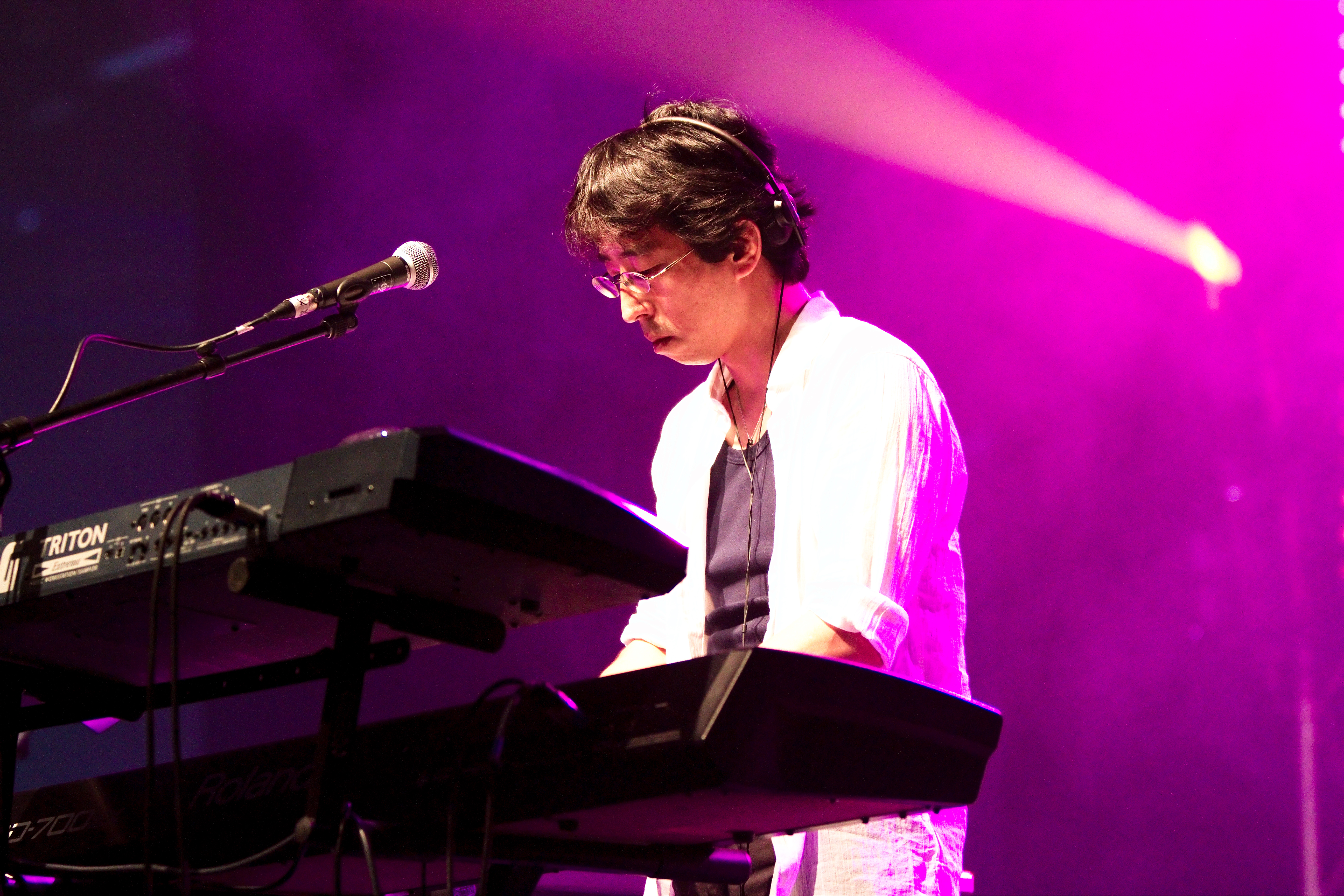
Iwadare in 2010

Noriyuki Iwadare (岩垂 徳行, Iwadare Noriyuki) (Matsumoto, 28 april 1964) is een Japans componist voor computerspellen.

## Biografie
Iwadare werd geboren in Matsumoto en speelde tijdens zijn studie aan de universiteit in diverse schoolbands. Hij startte met het componeren van muziek voor computerspellen en won zijn eerste prijs in 1991 voor muziek van het spel Lunar: The Silver Star. Andere prijzen waren onder meer voor Grandia in 1997 en Grandia II in 2000.
Hij componeerde ook muziek voor het Tokyo Disney Resort en Japanse dans-, radio- en televisieprogramma's.

## Werken
Een selectie van computerspellen waar Iwadare muziek voor schreef:
- Gynoug (1991)
- Langrisser (1991)
- Lunar: The Silver Star (1992)
- SimEarth (1993)
- Wing Commander (1994)
- Lunar: Eternal Blue (1994)
- Lunar: Silver Star Story Complete (1996)
- Grandia (1997)
- Grandia II (2000)
- Mega Man X7 (2003)
- Grandia III (2005)
- Amagami (2009)
- Ace Attorney Investigations: Miles Edgeworth (2009)
- Lunar: Silver Star Harmony (2009)
- Ace Attorney Investigations 2 (2011)
- Kid Icarus: Uprising (2012)
- Phoenix Wright: Ace Attorney − Spirit of Justice (2016)